# Bell-Hexe

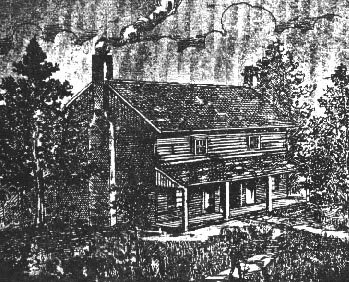
Zeichnung des Wohnhauses der Familie Bell aus Ingrams Buch

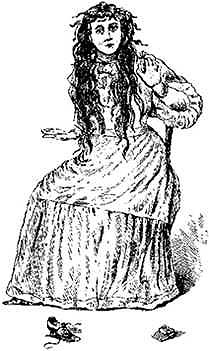
Zeichnung eines Opfers der Bell-Hexe aus Ingrams Buch

Die Bell-Hexe (englisch Bell Witch) ist eine folkloristische Sagengestalt aus dem US-amerikanischen Bundesstaat Tennessee.

## Inhalt der Sage
Der Sage nach fanden im Wohnhaus der Familie von John Bell, welcher sich 1804 im heutigen Adams niederließ, übernatürliche Ereignisse statt, die von einer poltergeistartigen Gestalt, der Bell-Hexe, verursacht wurden. Zunächst ein guter Geist, wandelte sie sich mit der Zeit zum Bösen. Die Bell-Hexe war unsichtbar, hatte eine Frauenstimme und schüttelte manchen Personen die Hände. Sie konnte Zucker aus Gefäßen entwenden, Milch verschütten, Kinder ohrfeigen und kneifen und dabei über das Unbehagen ihrer Opfer lachen.

## Überlieferung und Verarbeitung
Die erste bekannte Erwähnung der Sage findet sich in Goodspeeds History of Tennessee; sie berichtet davon, dass manche Leute von weit her zum Ort des Spuks reisen, um die Hexe zu erleben. Martin Van Buren Ingram veröffentlichte 1894 eine romanhaft ausgestaltete Version der Sage, die er selber als wahrheitsgetreue Beschreibung der Ereignisse bezeichnete. Das Vorliegen der Sage in zahlreichen Fassungen lässt vermuten, dass sie oft und gerne tradiert und ausgeschmückt wurde. Die Sage der Bell-Hexe lässt sich in eine Reihe ähnlicher Geschichten von Poltergeistern einordnen.
Die Geschichte wurde auch in neuerer Zeit aufgegriffen, so etwa im Horrorthriller Der Fluch der Betsy Bell (2005) und in dem Horrorfilm The Bell Witch Haunting (2013).